# 日本プロスポーツ専門学校硬式野球部
日本プロスポーツ専門学校硬式野球部（にほんプロスポーツせんもんがっこうこうしきやきゅうぶ）は、岐阜県瑞浪市に本拠地を置き、日本野球連盟に所属する社会人野球の企業チーム。
入部者は高卒だけでなく、大卒、社会人経験者など幅広いのが特徴。

## 概要
2004年（平成16年）に名古屋お茶の水医療秘書福祉専門学院を母体とし『名古屋お茶の水医専学院硬式野球部』として創部し、2005年（平成17年）2月16日付けで日本野球連盟に新規登録された。監督には、阪神タイガースなどで2軍監督の経験を持つ石井晶が就任。コーチには西武ライオンズなどに所属していた小川宗直が就任した。
母体が名古屋ウェルネススポーツカレッジに改称したことを受け、2006年（平成18年）2月14日付けでチーム名を『名古屋ウェルネススポーツカレッジ硬式野球部』に改称した。
2007年（平成19年）、オリックス・バファローズファームのサーパス相手に6-7と惜敗。
2008年（平成20年）、東海医療科学専門学校と名古屋理容美容専門学校と事業提携。3つの専門学校から名古屋ウェルネススポーツカレッジ硬式野球部に入部が可能となる。
2009年（平成21年）4月23日付けで、『名古屋ウェルネススポーツカレッジ硬式野球部』は解散し、母体を日本プロスポーツ専門学校に変更し、チーム名を『JPスポーツ専門学校硬式野球部』として新たに日本野球連盟に新規登録された。同年9月28日付けで、チーム名を『日本プロスポーツ専門学校硬式野球部』に改称した。
2012年（平成24年）、加盟地方団体所属を愛知県から岐阜県に変更した。
2020年（令和2年）11月12日付で日本野球連盟を脱退したが、2023年5月23日に再加盟したことが発表された。

## 主な出身プロ野球選手
- 深澤美和（内野手） - 京都アストドリームス（日本女子プロ野球）
- 根本和也（捕手） - 堺シュライクス（関西独立リーグ）

## 元プロ野球選手の競技者登録
- 石井晶 - 監督→退団（元：阪急ブレーブス）
- 小川宗直 - コーチ→退団（元：西武ライオンズ、中日ドラゴンズ、近鉄バファローズ）
- 松岡弘 - チームアドバイザー（元：サンケイアトムズ - アトムズ - ヤクルトアトムズ - ヤクルトスワローズ）